# Gniewinko
Gniewinko is een plaats in het Poolse district  Wejherowski, woiwodschap Pommeren. De plaats maakt deel uit van de gemeente Gniewino en telt 70 inwoners.